# Cinderella (film 1911)
Cinderella è un cortometraggio del 1911 diretto da George Nichols. Il film, interpretato da Florence La Badie, Harry Benham e Anna Rosemond, venne prodotto dalla Thanhouser Film Corporation e venne distribuito nelle sale il 22 dicembre 1911. Il soggetto, adattato numerose volte per lo schermo, è tratto dalla fiaba Cendrillon ou la petite pantofle de verre di Charles Perrault.

## Trama
Cenerentola vive in una casa governata dalla perfida matrigna insieme alle due sorellastre Anastasia e Genoveffa.
La ragazza è costretta a sbrigare le faccende ed a servire le tre donne, ma un giorno le si presenta davanti l'occasione per realizzare i suoi sogni.
Il re organizza una grande festa nel suo palazzo e Cenerentola decide di andarci, anche se contro il volere della matrigna; ma viene chiusa in camera.
Disperata Cenerentola invoca una Fata che l'aiuta donandole un bell'abito e una carrozza ma avvertendola che tutto ciò sarebbe finito a Mezzanotte.
Al ballo Cenerentola s'incontra con il Principe e subito tra i due giovani nasce un'intensa attrazione, interrotta però dallo scoccar della mezzanotte che fa ritornare la ragazza alle sue vere misere condizioni.
Cenerentola fugge in casa, dimenticandosi una scarpetta di cristallo che raccoglie il principe per mettersi alla sua ricerca.
Poco tempo dopo il principe ritrova Cenerentola e finalmente si recano a palazzo per sposarsi e vivere felici e contenti.

## Produzione
Il film fu prodotto dalla Thanhouser Film Corporation.

## Distribuzione
Il film fu distribuito dalla Motion Picture Distributors and Sales Company e uscì nelle sale il 22 dicembre 1911. Copia del film viene conservata nel Regno Unito, negli archivi del National Film and Television Archive of the British Film Institute. Nel 2006, è stato distribuito in DVD in un'antologia dal titolo The Thanhouser Collection - DVD Volumes 1, 2 and 3  (1911-1916).

### Data di uscita
- USA	22 dicembre 1911
- USA  2006  DVD

Alias
- Cenicienta	Venezuela[2]